# Machaerium leiocarpum
Machaerium leiocarpum är en ärtväxtart som beskrevs av Julius Rudolph Theodor Vogel. Machaerium leiocarpum ingår i släktet Machaerium och familjen ärtväxter. Inga underarter finns listade i Catalogue of Life.